# Lamtar
Lamtar est une commune de la wilaya de Sidi Bel Abbès en Algérie, à 20 km de Sidi Bel Abbès sur la route nationale 7 en direction de la wilaya de Tlemcen.

## Géographie
| Sidi Ali Boussidi    | Sidi Ali Boussidi    | Sidi Khaled |
| Hassi Zahana         | Lamtar               | Boukhanafis |
| Badredine El Mokrani | Badredine El Mokrani | Tabia       |

## Histoire
1831-1848 : C'est la pacification de l'Algérie.
Aussitôt après la campagne et même pendant de nombreux Français viennent s'installer dans ce pays où tout est à faire. Ils seront bientôt rejoints par des Espagnols qui fuient leur patrie en proie aux convulsions politiques, par des Français proscrits du Second Empire et plus tard par des Alsaciens Lorrains qui refusent de vivre en allemand dans leurs provinces annexées.
Le décret du 19 septembre 1848 «accorde un crédit de 50 millions de francs pour être spécialement appliqué à l'établissement de colonies agricoles dans les provinces d'Algérie et aux travaux d'utilité publique destinés à en assurer la prospérité ».
C'est dans ce cadre que vont naître nos villages d'Algérie et que le sous-préfet de Sidi Bel Abbès est amené à envisager la création d'un centre de colonisation qui serait implanté entre Sidi Bel Abbès et Tlemcen.
La commission des centres de colonisation de Sidi Bel Abbès se réunit le 29 avril 1874 sur l'invitation de M. de Lagarde son président pour étudier le projet de création du centre au lieu-dit Lamtar (en arabe : El M'tar, المطر la pluie, l'averse)
Rapport de la commission des sites
- Le centre sera installé à 20 km de Sidi Bel Abbès et 70 km et pourra éventuellement recevoir du secours dans un délai très rapproché. Il se trouvera à peu de distance de Boukanéfis, Sidi Khaled (futur Palissy) et Sidi Ali Ben Youb.
La tribu de Sidi Ali Ben Youb, qui avait émigré au Maroc de 1845 à 1849 est calme. Elle verra sans mécontentement l'installation du centre de Lamtar.
- Le village sera construit sur un terrain sec, au milieu d'un plateau parfaitement aéré à une altitude de 576 mètres. Les colons déjà installés sur place depuis plusieurs années n'ont que rarement été frappé par les fièvres et autres maladies communes. Cela s'explique par l'absence de marais. Les Arabes reconnaissent que le climat est salubre.
- La seule voie existante entre Sidi Bel Abbès et Tlemcen est praticable en toutes saisons. Le territoire est traversé par de nombreux chemins arabes en partie carrossables qui permettront aux colons l'accès et l'exploitation de leurs terres.
- Le territoire du village s'étendra sur 1910 hectares du territoire des Ouled Sidi Ali Ben Youb. Pour constituer le nouveau centre, il sera nécessaire d'acquérir 610 hectares défrichés d'une valeur de 25 francs l'hectare et 1200 hectares non défrichés à 10 francs l'hectare. (100 hectares appartiennent déjà à des colons européens).
- Le terrain, sans être partout de première qualité convient parfaitement à la culture des céréales. La couche de terre est profonde. Le sol est généralement couvert de broussailles, chênes verts et lentisques.
- Le village sera construit à cheval sur la route de grande communication et comprendra 30 feux. Chaque famille aura un lot de 50 ares qui servira à la fois de lot de jardin et de petite culture et un lot de culture de 40 hectares. Les terrains non attribués, environ 593 hectares, formeront les réserves domaniales et communales destinées au parcours des troupeaux. La répartition des terres entre les colons réservera 15 lots pour les familles d'Alsaciens Lorrains 5 lots aux colons venant de France et 10 lots aux descendants des colons déjà installés.
- Il n'existe aucune source jaillissante dans le périmètre du nouveau centre. L'eau se trouve en grande quantité à une profondeur moyenne de 10 mètres. Il sera nécessaire de creuser un puits au milieu du village et dans le ravin (oued Lamtar) pour l'arrosage des jardins avec un abreuvoir à bestiaux ainsi qu'un lavoir.
- Le commerce du village ne sera pas très important. Il concernera l'alfa qui croît en assez grande quantité et dans l'écorce à tan qui sera fournie par les défrichements. La route qui traverse le village amènera forcément plusieurs industries et commerces tels que charron, épicier, débitant, etc.
- La dépense pour la création du centre est relativement peu importante :
- Achat de 510 hectares à 25 francs 12750.
- Achat de 1200 hectares à 10 francs 12000.
- Tracé et nivellement des rues, écoles, église, bâtiments
- Communaux construits de manière à servir de refuges en cas d'insurrection. 10000.
- Puits du village 1500.
- Puits abreuvoir lavoir dans le ravin 2000.
- Dépenses imprévues 1500.
Totaux : 40.000.
La commission estime que le village sera créé dans de bonnes conditions et recommande à la bienveillance de M. le Gouverneur général ce projet qui présente une grande utilité pour la colonisation future de ce côté du territoire.
Ont signé, les membres de la commission Messieurs Bastide , E. Fabiès, Ganzin, Defay, E. Ferriol, G. Coblentz et le Baron de Lagarde, président.
Le 31 décembre 1844, le gouverneur général de l'Algérie approuve la création du «centre de population européenne de Lamtar ».
Le 3 décembre 1875 un arrêté du gouverneur général exproprie les Doui Aissa contre la somme de 31000 francs et créé le «centre de colonisation » de Lamtar rattaché à la commune mixte de Boukanéfis.
Le centre compte à ce moment 44 familles européennes et indigènes.
Le service des ponts et chaussées commence immédiatement les travaux. Sont construits en priorité les édifices civils et, devant la mairie, le puits équipé d'une noria. Après le groupe scolaire on entreprend la construction de l'église.
Un soir de décembre 1875, pour fêter la création du village, a lieu la première véritable fête du village. Il y a parmi ces gens, vainqueurs de la maladie et de l'angoisse des colons qui ont fait souche. Leurs noms sont encore familiers à nos oreilles : Les Rebol, Achard, Audouard, Lucas, Viard, Gignet, Arzelier, Reis, Garcia, Roche, Mallet, Vantenat, Lacour, Arivès, Cousin, Faure, Capeau.
Cinq années passent. En 1880 le village est doté de son premier registre d'état civil.
Les feuillets restent vierges jusqu'au mois d'août. La première inscription est un décès, une fillette d'un an Héléna Fernadez. Le 27 septembre, la première naissance officielle : Miguel Soriano.
Le 6 novembre, Lamtar enregistre son premier mariage qui unit José Oltra et Anna Maria Uribé.
En 1890 Eugène Reis est nommé adjoint spécial ; il n'a pas le titre de Maire puisque Lamtar n'est pas encore constitué en commune de plein exercice.
Il est né en 1834 à Mostaganem. Son père Salomon Reis, originaire d'Obernai était officier au débarquement de Sidi Férruch en 1830.
Eugène est le premier membre de la famille Reis à prendre en charge la communauté. Les Reis devraient s'y maintenir, presque sans interruption jusqu'aux 1962.
De nouveaux venus grossissent le nombre des tout premiers colons. C'est ainsi qu'en 1898 on trouve François Combret, Nicolas Fournier, Henri Martin, Victor Knaff, Jean Germain, Jean Baptiste Barchat, , Jean Baptiste Froreson, Étienne Tissèdre, Adrien Jullian, Jean-Baptiste Joulié, François Alibert, Louis Hébrard, Pierre Fouré, François Privat, Lucien Mathias, Louis Pourcain, Jules Brulé.
À la fête du village, Eugène Reis est remplacé par son fils Charles qui conservera ses responsabilités jusqu'en 1906.
Enfin, le 17 décembre 1905, un arrêté du Gouverneur général érige le centre en commune de plein exercice. La subordination à Boukanèfis disparaît le 25 février 1906, les premières élections municipales portent M. Joseph Rame à la mairie. Son adjoint n'est autre que Charles Reis. (plus tard les familles Rame et Reis se sont unies)
Le 11 mars suivant, le conseil municipal aborde l'étude du premier budget qui est des plus modestes : Recettes = 7545 francs
Dépenses = 7057 francs
Excédent des recettes = 488 francs.
La commune de Lamtar continua de progresser : ses limites se sont élargies, passant de 1943,55 hectares à 5541 hectares en 1926.
La population comptera, cette année 550 Européens 540 Indigènes.
L'agglomération elle-même a été agrandie vers 1898 par l'achat de nouveaux terrains en particulier à M. Théodore Héritier. Cette acquisition a finalement été réalisée sous forme d'échange de terrains et a donné lieu à de multiples passes d'armes qui durèrent plusieurs années.
En 1917, Joseph Rame démissionne de ses fonctions de maire à la suite du décès de son fils.
C'est Maxime Cousin qui est élu à sa place. Amédée Marien succédera à M. Cousin.
En 1924, Gaston Reis fait son entrée à la mairie de Lamtar. Il y demeurera jusqu'en 1947.
La durée de ses fonctions –23 ans- témoigne de la confiance que ses concitoyens lui apportaient, confiance largement méritée si l'on en juge les très nombreuses réalisations qu'il a menées, entre autres : réfection de l'église et du presbytère, construction de quatre ponts, chemins vicinaux et ruraux, construction vers 1940 du village arabe Toba autour du marabout de Sidi Abdallah. Il a également construit, à ses frais, des logements pour ses ouvriers.
Pour tous les services rendus, Gaston Reis est nommé chevalier de la légion d'honneur tandis que le conseil municipal lui confère le titre de maire honoraire.
Il fut dire que sa devise est : « servir et non pas se servir ». De nos jours combien d'édiles devraient mériter ce principe.
En 1947, c'est son jeune frère Eugène Reis que les élections portent à la mairie. Son actif n'est pas moins important que celui de Gaston.
Citons la modernisation des écoles, la construction d'une nouvelle église et d'une salle d'œuvres, la construction vers 1956 d'une cité des castors destinés aux musulmans près du village Toba et surtout l'édification du magnifique bâtiment de la mairie qui abrite le secrétariat, le bureau du maire, une splendide salle des fêtes, un bureau des Postes et une salle de soins gratuits.